# Картидж
Картидж (на английски: Carthage) е град в щата Илинойс, Съединени американски щати, административен център на окръг Ханкок. Населението му през 2000 година е 2725 души.

## Население
Населението на града през 2000 година е 2725 души, от тях: 98,13 % - бели, 0,55 % - азиатци, 0,48 % - чернокожи, 0,48 % - индианци.

## Известни личности
Родени в Картидж
- Вирджиния Черил (1908-1996), актриса

Починали в Картидж
- Джоузеф Смит (1805-1844), религиозен водач